# Dan Shomron
Dan Shomron (în ebraică דן שומרון; n. 5 august 1937, Ashdot Ya'akov⁠(d), Israel – d. 26 februarie 2008, Tel Aviv, Israel) a fost un general israelian. A îndeplinit funcția de șef al Marelui Stat Major al armatei israeliene în perioada 1987-1991.

## Biografie
Dan Shomron s-a născut ca Dan Shimron în kibuțul Ashdot Yaakov ca fiu al lui Eliyahu Dozoricz-Shimron și al soției sale,Tova.
În anul 1955 s-a înrolat în armata ca voluntar în unitățile de parașutiști, făcând parte din batalionul 890.
În armată i-a fost schimbat din greșeală numele de familie din Shimron în Shomron (numele ebraic al Samariei). După parcurgerea etapelor antrenamentelor ca parașutist combatant, a fost trimis la un curs de ofițeri de infanterie, în cadrul căruia a participat la operații de represalii contra fedainilor palestineni. Luând parte la raidul asupra postului de poliție A-Rahwa, la Operația Gulliver - raidul asupra postului de poliție iordanian Rharandal și la Operația Citru (Lulav) - raid contra postului de poliție Hussan.
A participat la Campania din Sinai (Operația Kadesh) din 1956 în fruntea unei companii de parașutiști. În timpul Războiului de Șase Zile a comandat o unitate militară pe frontul egiptean și a fost cel dintâi parașutist care a ajuns la Canalul de Suez, fiind decorat pentru această acțiune cu medalia pentru serviciu deosebit. În 1974 a devenit comandantul forței de infanterie și parașutiști. A planificat și comandat Operațiunea Entebbe de salvare a ostaticilor israelieni de pe un avion Air France deturnat spre Uganda de teroriști germani, aflați în slujba unei organizații teroriste palestiniene și care beneficiaseră de complicitatea președintelui ugandez Idi Amin. În această operație a căzut comandantul unității de asalt, Yonatan Netanyahu, fratele viitorului premier israelian Binyamin Netanyahu.
Întrebat fiind care a fost momentul pe care l-a ținut cel mai mult în minte despre Operațiunea Entebbe, Shomron a spus "„Atunci când ostaticii au urcat în avionul venit să-i evacueze și fiecare a verificat dacă toți membrii familiei erau prezenți. Aceasta a fost momentul cel mai tare, pe care nu pot să-l uit”.
Shomron a fost, de asemenea, însărcinat cu evacuarea așezărilor și a bazelor militare create de Israel în Peninsula Sinai în conformitate cu acordurile de pace de la Camp David dintre Israel și Egipt.   
În perioada 1978-1982, generalul Dan Shomron a fost comandant al Armatei de Sud a Israelului.
La 50 ani, în 1987 a devenit al 13-lea șef de Stat Major al armatei israeliene, post pe care l-a deținut până în 1991. Mai apoi a fost președintele Industriei Militare israeliene.
Dan Shomron a murit în anul 2008 în urma complicațiilor unui anevrism cerebral.  A fost căsătorit și a avut doi copii.

## În media artistică
Charles Bronson a jucat rolul lui Dan Shomron în filmul „Operația Entebbe” (Raid on Entebbe) din 1977